# Attentats du 25 décembre 2013 à Bagdad
Les attentats du 25 décembre 2013 à Bagdad sont une série d'attaques terroristes perpétrées le 25 décembre 2013 dans la capitale irakienne. Ils font 40 morts et 60 blessés. Trente-cinq personnes sont notamment tuées sur un marché du sud de la ville, à proximité d'une église. 

## Contexte
La communauté chrétienne d'Irak a diminué de moitié depuis l'invasion américaine dix ans plus tôt, à cause des violences interconfessionnelles qui déchirent le pays depuis cette date. Ils étaient plus d'un million à l'époque de Saddam Hussein, pour moins de 500 000 restants en 2013.
En 2010, une cathédrale catholique syriaque de la ville avait déjà été victime d'une prise d'otages sanglante qui avait fait plus de 60 morts, dont deux prêtres.
La situation s'était améliorée depuis et l'essentiel des troupes de la coalition quittent le pays en 2011 mais l'intensification de la guerre civile syrienne à partir de 2012 donne un nouveau souffle aux groupes liés à Al-Qaida.

## Déroulement
Dans un premier temps, les agences de presse, relayant des sources sécuritaires, rapportent l'explosion d'une voiture piégée devant l'église Saint-Jean dans le quartier de Doura, dans le sud de la ville, au moment de la sortie d'une messe de Noël, ce qui évoque un attentat contre les chrétiens. Quelques heures plus tard, le gouvernement parle cependant de deux bombes qui auraient explosé sur un marché, à proximité de l'église mais sans que celle-ci soit la cible principale. Le quartier visé est un lieu pauvre où cohabitent chrétiens et musulmans. Cette deuxième version est appuyée par un prêtre assyrien et par le patriarche chaldéen, Louis-Raphaël Sako, qui affirme que la bombe « visait un lieu pauvre près de l'église à Doura ».
Le même jour, une bombe explose sous les gradins d'un stade de football, tuant quatre personnes sont deux policiers. Une troisième bombe fait un mort et 3 blessés, toujours à Bagdad.

## Bilan
L'explosion sur le marché fait 35 morts et 56 blessés. Avec les victimes des deux autres attaques le bilan à Bagdad est de 40 morts et d'une soixantaine de blessés. Cette attaque clôt tragiquement une année où 6 650 personnes ont été tués dans des violences à travers le pays, un bilan qui retrouve le niveau de celui de 2008, au plus fort de la guerre confessionnelle entre insurgés sunnites et chiites,.